# Hegedűoktett
A hegedűoktett vagy „Új hegedűcsalád” próbálkozás a vonós hangszerek megújítására.
Az ötlet megalkotója Carleen Hutchins, a vertikális brácsa kifejlesztésekor jött rá, hogy a vonós hangszerek sokkal szebb és erősebb hangot adnak, ha az elő- és hátlap rezgésének magassága megegyezik a második legmagasabb húr, a két lap közötti terület rezgésének magassága pedig a második legmélyebb húr hangmagasságával. Az oktettben végül ez a szabály a három legmélyebb hangszer kivételével érvényesült. A mélyeknél (bariton, basszus, kontrabasszus) a rezgésszám pár hanggal mélyebben van, igazodva az előadóművészek kéréséhez. Később a két középső hangszernél (alt és tenor) a rezgésszámokat megemelték, hogy ne legyen olyan mély és sötét a hangjuk.
A siker hosszas kísérletezés és fejlesztés eredménye, melynek gyökerei egészen 1937-ig nyúlnak vissza, és Frederick Albert Saunders nevéhez köthetőek. A kutatómunka lényege az volt, hogy különböző nagynevű régi hangszerek tulajdonságait vizsgálják, és pozitívumaikat egy hangszerbe kombinálják. Ez körülbelül 10 évet vett igénybe, a befejezés már Hutchinsra maradt, aki a Catgut Acoustical Society több mint 100 munkatársával együtt vitte végbe. Beteljesedett Michael Praetorius 1619-es jóslata, amelyben az oktett több leendő tagját megjövendölte.
A gambák óta ez az első hiánytalan vonós hangszercsalád, mivel a hegedű család tagjainak hangja minőségben igen eltérő, és elég heterogén képet mutat.
Az új hangszerek már megfelelnek a 20–21. század akusztikai követelményeinek. A hangzás ugyan egységes, mégis mindegyik hangszer rendelkezik az eredetijére (értsd: hegedű, cselló stb.) utaló vonásokkal, azaz megmaradt a hangszerek egyéni karakterisztikája.
A lentebb leírt hangszerek tulajdonképpen teljesen újgenerációsak, alakjuk miatt kapták a közös hegedűoktett elnevezést.
Az első ilyen oktett 1962-re készült el, és a világon jelenleg mindössze 8 teljes oktett létezik, de egyes példányokból már többet is készítettek.

## A hegedűoktett tagjai

### Áll alatt tartott fajták

#### Magashegedű
Szopranino
- Hangolás: g'-d"-á"-é"'
- Hosszúság: 26,7 cm
- Húrhosszúság: 25,4 cm
- Kottaírás: violinkulcs, de a leírt hangokat mindig egy oktávval feljebb kell értelmezni.
- Korábbi változat: Michel Prateorius jósolt egy hangszert ebbe a magasságba, annyi eltéréssel, hogy ő az É húr felszerelését lehetetlennek tartotta, de a valóságban nem történt semmi említésre méltó.

A fő probléma a kifejlesztésekor az volt, hogy elég magas rezgésszámot tudjanak elérni úgy, hogy a hangszer teste ne legyen túl kicsi, ezáltal egy átlagos ember is tudjon félhangokat játszani rajta az ujjai össze-vissza csavargatása nélkül. A húr anyaga is kérdéses volt: mivel a hangszer kulcsai 3 cm-esek, és egy 25,4 cm-es húrt nehezen lehet háromvonalas É-ig felhangolni, ezért megoldásként 6 lyukat fúrtak az időközben műanyagra változtatott kulcsba, ezzel is növelve a hangmagasságot, a húr anyagának pedig a szénhuzalt választották. Az É húr nazálisságát a hangszerhez képest különlegesen nagy F lyukakkal szüntették meg.
A hangszer hangminősége kitűnő, a magas regiszterében simán az együttes fölé tud kerülni, csakúgy, mint a pikoló a szimfonikus zenekarban. A két alsó húr viszonylag egyszerűbb hangja jól kombinálható az oktett többi tagjával.
A kis méret (kb. negyedes hegedű) tartogat előnyöket is: egy kettősfogással könnyedén fogható akár a  decima is, és a tremolókat is egyszerűbb oktáv intervallumban játszani. A hegedűirodalom darabjait kiválóan lehet rajta játszani, az eltérés pusztán annyi, hogy minden egy oktávval feljebb szól.

#### Szopránhegedű
Diszkant
- Hangolás: c'-g'-d"-á"
- Méret: kb. egy háromnegyedes hegedűével egyezik meg
- Kottaírás: mindenképpen violinkulcs, de változó írásmóddal: a kotta lehet hegedű módjára leírva (minden írott hang a valóságban egy kvarttal feljebb szól), de a kotta lehet transzponálás nélkül is leírva.
- Korábbi változat: violino piccolo

Lapos kulcsokkal, és viszonylag nagy F-lyukkal rendelkezik, ezáltal a felső húrok hangjai is kielégítőek. A hangszer a violino piccolo jogutódja; ilyet használt például Johann Sebastian Bach az 1. Brandenburgi versenyben. A hangszert későbbiekben oboával helyettesítették, vagy szólamát transzponálták.
A hangszer hangja a felső regiszterben is igen kerek, nem sipít, ellentétben a klasszikus hegedűvel.

#### Mezzoszoprán-hegedű
Hegedű
- Hangolás: g-d'-á'-é"
- Hosszúság: 40,5 cm
- Húrhosszúság: megegyezik a hegedűével
- Kottaírás: violinkulcs, nincs transzponálás
- Korábbi változat: hegedű

Akkor került be az oktettbe, amikor a muzsikusok megállapították, hogy a hegedű nem tud versenyezni a többi hangszer hangjával. Az általánosságban 35,5 cm hosszú testű hegedű testét nagyobbra cserélték (38,2 cm), aminek következtében a hangszer a mély regiszterben sokkal erősebb, de puhább hangot produkál. A kulcsok kisebbek lettek.
Az ötlet végül is nem egészen új: például Antonio Stradivari is gyártott nagyobb hegedűket a jobb hangzás érdekében.

### Átmeneti fajták

#### Althegedű
(Vertikális) brácsa
- Hangolás: c-g-'d-'á
- Hosszúság: 50,8 cm
- Húrhosszúság: 42,5 cm (ezért az ujjrend kompatibilis a brácsával)
- Kottaírás: vagy altkulcs (brácsa módjára, abszolút magasság), vagy basszuskulcs, ilyenkor minden egy oktávval feljebb szól, mint ahogy írva van
- Korábbi változatok: brácsa, contralto, Dessauerbratsche, tenorbrácsa, violino pomposo, viola alta, violon alto, violalin, Viola da spalla

Ő az oktett legsikeresebb tagja, lásd vertikális brácsa.

### Láb között tartott fajták

#### Tenorhegedű
- Hangolás: G-d-á-'é
- Hosszúság: 65,1 cm (fele cselló mérete)
- Kottaírás: mindenképpen basszuskulcs, magasabb részekhez tenorkulcs. Lehet írni a kottát abszolút magasságba, de úgy is, mintha csellókotta lenne (ilyenkor minden egy kvinttel feljebb szól, mint ahogy le van írva
- Korábbi változatok: tenorbrácsa, viola pomposa, violoncello piccolo, violotta

A hangszer és a húr mérete már a csellóval „kompatibilis” játékmódot enged meg. A muzsikustársadalom nagyon meg van vele elégedve, mert mind egy kamaraegyüttes tagjaként, mind szólóhangszerként megállja a helyét, annak ellenére, hogy egyelőre nagyon kevés zene íródott erre a hangszerre, mivel eddig ez a fekvés okozta a legnagyobb problémát: egészen mostanáig nem sikerült erőteljes hangú, tenorfekvésű vonós hangszert kifejleszteni.
Talán ez a hangszer hiányzott eddig a legjobban: kitölti a rést a brácsa és a cselló között.

#### Baritonhegedű
Cselló
- Hangolás: C-G-d-á
- Hosszúság: kicsit nagyobb, mint a cselló
- Kottaírás: basszuskulcs, illetve tenorkulcs, a kotta abszolút magasságban íródik, mint a csellónál.
- Korábbi próbálkozások: cselló, violoncello piccolo, viola pomposa

Kicsit nagyobb a jelenlegi csellónál, emiatt a csellóra készült húrok nem kompatibilisek vele. Ugyan készültek ráillő húrok (1,8 cm-mel hosszabb a csellóénál), de a C húr már túlságosan basszusjellegű hangot adott, ezért a hangszert újratervezték, ami egy fokkal kisebb lett, így jók rá a csellóhúrok is.
A kontrasztok itt is úgy kerültek elosztásra, mint az eredeti csellónál: az alsó húrok sokkal erősebben szólnak, mint a felsők.

#### (Kis)Basszus-hegedű
- Hangolás: Á1-D-G-c
- Hosszúság: egy háromnegyedes nagybőgő mérete
- Kottaírás: basszuskulcs; transzponálva (ilyenkor egy kvinttel lejjebb szól, mint ahogy írva van), vagy transzponálás nélkül
- Korábbi próbálkozások: cellone

Eme hangszer kialakítása a basszus gambához hasonlít, de lekerekített szélekkel és íves elő- és hátlapokkal rendelkezik, amitől hangja tényleg egy basszuskiadású hegedű benyomását kelti, nem pedig egy gambáét, viszont nem távolodik el teljesen a nagybőgő hangzásvilágától. A pizzicato játékmódra kiválóan alkalmas.

#### Kontrabasszus-hegedű
- Hangolás: É1-Á1-D-G (a jelenlegi nagybőgő hangolásával egyezik meg)
- Hosszúság: 210 cm
- Húrhosszúság: 110 cm
- Kottaírás: basszuskulcs; mindig van transzponálás egy oktávval lejjebbre
- Korábbi próbálkozások: nagybőgő, violone

A mérete lehetővé teszi, hogy akár a nagybőgő húrjait is feltegyék rá, annak ellenére, hogy a hangszer eredeti társánál nagyobb.

## Együttesek
Jelenleg két, állandóan működő együttes (konzort) van:
- Hutchins Consort (székhelye: San Diego, Kalifornia), akik Carleen Hutchin által készített hangszereken játszanak
- Albert Consort (székhelye: Ithaca, New York), Robert Spear hangszereit használják

## Külső hivatkozások
- New Violin Family Association
- Részletek a Physics Today 1962-ben készült számaiból
- Hutchinson Consort – ahol hangpéldák is találhatóak